# Johan Dijkstra (artiste)
Pour les articles homonymes, voir Johan Dijkstra.
Johannes Dijkstra, dit Johan Dijkstra, né le 23 décembre 1896 à Groningue et mort le 21 février 1978 dans la même ville, est un peintre, graphiste, vitrailliste, mosaïste, graveur et professeur néerlandais. Il est considéré comme l'un des plus importants artistes groningois du XXe siècle. 

## Biographie
Johannes (Johan) Dijkstra est né le 23 décembre 1896 à Groningue.
Il est le fils d'un peintre en bâtiment et en décoration, Derk Dijkstra, et d'Elizabeth Bousema. Il étudie à l'Academie Minerva (1915-1919) comme élève de Franciscus Hermanus Bach (en) et de Dirk de Vries Lam (nl), entre autres, et obtient le MO-akte en dessin. Il poursuit ses études à l'Académie royale des beaux-arts d'Amsterdam (1919-1920), avec Antoon Derkinderen (nl) et Richard Roland Holst. 
En 1918, Dijkstra et Jan Altink fondent le cercle d'art De Ploeg (en) de Groninger. Son œuvre est d'abord influencée par l'impressionnisme français et Vincent van Gogh, mais ce n'est qu'en 1924 qu'il se tourne vers l'expressionnisme. Dans son atelier sur les Spill-locks, conçu par son ami et architecte Evert van Linge, il gagne sa première vie en faisant des illustrations et de la publicité. Il est également concepteur de reliures et concepteur d'ex-libris. En 1922, il épouse Maria (Marie) van Veen (1895-1969), sœur de Johan van Veen. Grâce à De Ploeg, Dijkstra et son épouse se lient d'amitié avec l'écrivain et poète Willem de Mérode. En 1924, il réalise cinq gravures sur bois pour le livre Ganymedes van De Mérode, dont Ganymedes comme donateur des dieux. Les gravures sur bois expressionnistes sont délibérément quelque peu primitives. Dijkstra réalise ses gravures sur bois avec un simple couteau de cordonnier en acier.
En 1926, Dijkstra devient un professeur à "De Linetreckers", une société de dessin de Groningen étudiants. Ce travail lui donne de la place pour un travail libre qui consiste en des peintures et quelques sculptures. Il réalise également des décors pour des spectacles de musique de scène, organisés par le compositeur Daniël Ruyneman (nl). Il peint des images de la vie rurale et urbaine à Groningen, des marines, des nus et des portraits d'autres membres du Ploeg. 
Outre plusieurs nus rares dans son œuvre, ses peintures représentent les paysages typiques et les scènes de la vie paysanne des provinces néerlandaises dans un style fortement expressionniste. Il est influencé par le mouvement CoBrA.
À partir de 1930, Dijkstra choisit une autre direction et se lance dans les arts monumentaux. Il crée une peinture murale à la mairie de Groningen et apprend la technique de la peinture au feu auprès de peintres verriers allemands à la société de vitrail Noord-Nederlandse Electrische Glasslijperij (NEG). Sa première commande monumentale d'importance avant la Seconde Guerre mondiale est de produire les stands commémoratifs dans le bâtiment de l'Académie de l'Université de Groningue. Les fenêtres représentent également deux héroïnes, la féministe Aletta Jacobs et la résistante Anda Kerkhoven. Il peint cette dernière à plusieurs reprises, même après qu'elle a été tuée par les Sicherheitsdienst peu avant la libération.
Dijkstra fabrique ses fenêtres jusqu'en 1937 dans l'usine NEG, après quoi il a son propre atelier de verrerie dans l'ancien "Clerckhues" au Prinsenhof. Plus tard, il fait également porter des vitraux par d'autres, par exemple à Koster à Groningen et à partir de 1960 environ dans l'Atelier Bogtman de Haarlem. Après la guerre, des commandes de verre se poursuivent à Dordrecht, Coevorden et Utrecht, entre autres. À l'étranger (Manchester et Malmö), il conçoit des mosaïques et participe aux expositions collectives de De Ploeg à New York, Oldenburg et à la Biennale de Venise.
Outre Ploeg, Dijkstra est membre de De Onafhankelijken et Arti et Amicitiae. En 1925, il reçoit le Willink van Collenprijs. Lors de l'inauguration des stands commémoratifs du Groninger Academiegebouw en 1951, il est nommé Chevalier de l'Ordre d'Orange-Nassau et reçoit en 1957 le Prix culturel de la Province de Groningue. À partir 1972, il reçoit une bourse honorifique annuelle du ministère de la Culture, des Loisirs et du Travail social .
Pendant des années, Dijkstra est critique d'art pour le Nieuwsblad van het Noorden (en).
Il a comme élèves Max Ali Cohen, Wia Bleeker, Wiert Hendrik Leemhuis, Douwe van der Meulen (nl)
et Jacob van Zuijlen.
Ses dernières années ne sont pas les plus heureuses. Après la mort de son épouse Marie en 1969, il erre souvent dans les rues. Apparemment, il perd sa créativité et sa production s'arrête. Dans ses critiques d'art, ses accès de colère deviennent de plus en plus féroces, le laissant avec peu d'amis.
Johan Dijkstra meurt le 21 février 1978 dans sa ville natale. Il est inhumé au cimetière Esserveld.

## Travaux (sélection)
(décembre 2019).

### Travaux monumentaux
- vier ramen (ca. 1932) met Sinterklaasintocht, voor kleuterschool De Zonnebloem in de Graaf Adolfstraat, Groningen (later Nassauschool)
- wandschildering (1936) in de trouwzaal van het stadhuis van Groningen
- gedenkramen in de aula van het Academiegebouw (1937-1951) in Groningen
- glas in lood (1940) voor de Hervormde Kerk in Bathmen
- glas in lood (1949) voor de LTS in Appingedam
- gedenkraam voor Catharina van Santen (1954) in de Grote Kerk in Dordrecht
- mozaïek van een postduif (1957) voor het PTT-sorteercentrum in Groningen (later verplaatst naar Termunterzijl)
- gezandstraalde ramen (1957) voor het Gemaal Colijn bij Ketelhaven
- ramen (1957, 1960 en 1965) voor de Geertekerk in Utrecht
- ramen (1968) van spiegelglas, voor het Gomaruscollege in Groningen

### Travaux graphiques
- Oogsttafereel, omslag voor tijdschrift Frisia, 1922
- Josef Cohen, Schemerverzen, houtsneden, Groninger Kunstkring de Ploeg, 1923
- M.A.R.G. Poelhekke, Lyriek, band, J.B. Wolters 1924
- Janneke Ratsma, Frysk Mearkesboek, band en prentjes, W.A. Eisma & Co. 1924
- A. van Veldhuizen, Met zes zintuigen de natuur in, band en illustraties, Kok Kampen 1926
- E.J. Huizenga-Onnekes, Het boek van Trijntje Soldaats, band, prenten en initialen, Noordhoff 1928
- K. ter Laan, Nieuw Groninger Woordenboek, band, kaarten en platen, J.B. Wolters 1929
- Josef Cohen, In het wonderland van planten en dieren, band en illustraties, J.B. Wolters 1930
- E.J. Huizenga-Onnekes, Het boek van Minne Koning, prenten en initialen, Noordhoff 1930
- F.M. Dostojewskie (sic), De halfvolwassene, band en stofomslag, De Gulden Ster 1929
- F.M. Dostojewskie, De zachtmoedige, band en houtsneden, De Gulden Ster 1929
- M. Gorki, Matwej, de zoon van een non, band en stofomslag, De Gulden Ster, 1929
- Leonid Andrejew, De roode lach, band, schutbladen en houtsneden, De Gulden Ster 1930
- Henri C. van Praag, Gelukkig niet te laat, Kinderliedjes, prentjes, De Gulden Ster, 1931
- N.S. Ljeskow, De priesters, band, De Gulden Ster 1931
- Knut Hamsun, De vrouwen bij de pomp, omslag, De Gulden Ster 1932
- Alexej Tolstoy, Iwan de Verschrikkelijke, band, De Gulden Ster ca. 1935
- F.M. Dostojewskie, Herinnering uit het ondergrondse, band en houtsnede, De Gulden Ster z.j.

### Publications
- Dijkstra, J. (1938) Beschrijving van het gebrandschilderde raam in de aula van de universiteit te Groningen geschonken door Hare Majesteit Wilhelmina Koningin der Nederlanden. Groningen: gebr. Hoitsema. 22 pagina's.
- Dijkstra, J. (1938) Toelichting bij de wandschilderingen in de trouwzaal van het stadhuis te Groningen. 23 pagina's.
- Dijkstra, J. [z.j.] The stained glass windows in the great hall of the university of Groningen. Groningen: De Waal. 29 pagina's.
- Dijkstra, J. [z.j.] Korte beschrijving van het zuidertranseptraam in de Grote Kerk te Dordrecht.
- Dijkstra, J. "Avonturen in glas en op de muur", in Groningen. Cultureel maandblad 4 (1962), p. 232-237, 6 (1964) p. 10-16, 105-112

## Galerie
(avril 2017).

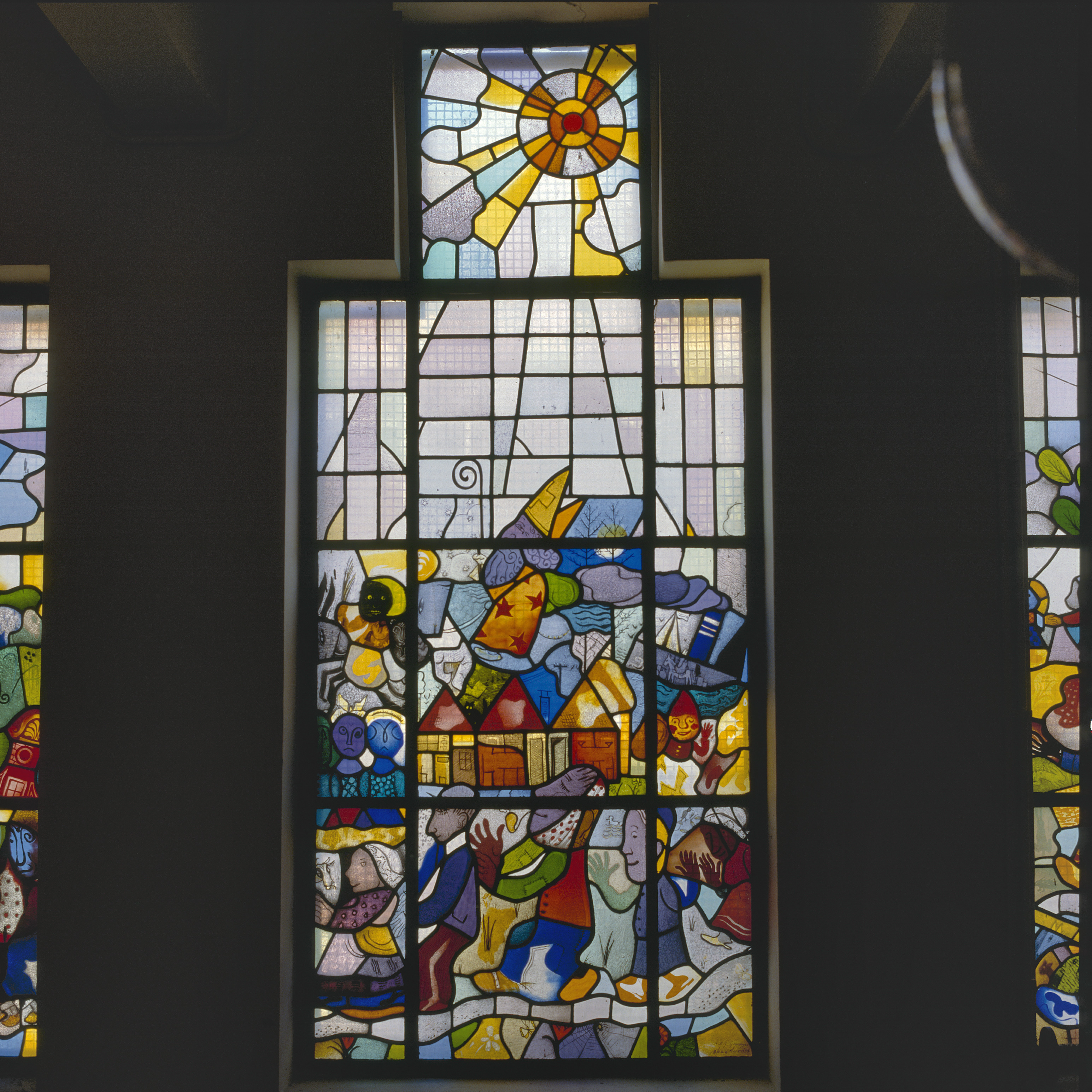
(nl) Sinterklaasintocht (ca. 1932)
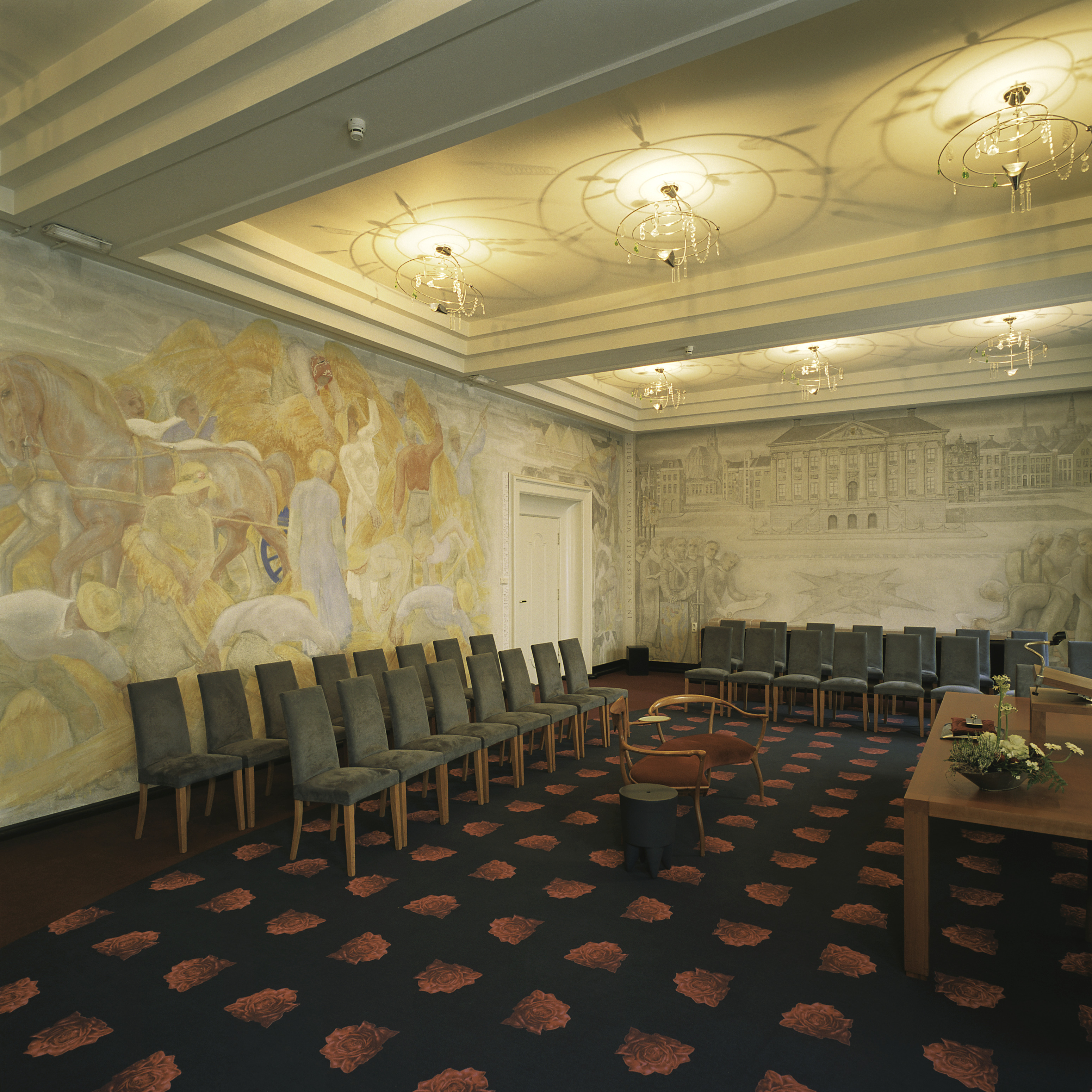
(nl) Wandschildering (1936)
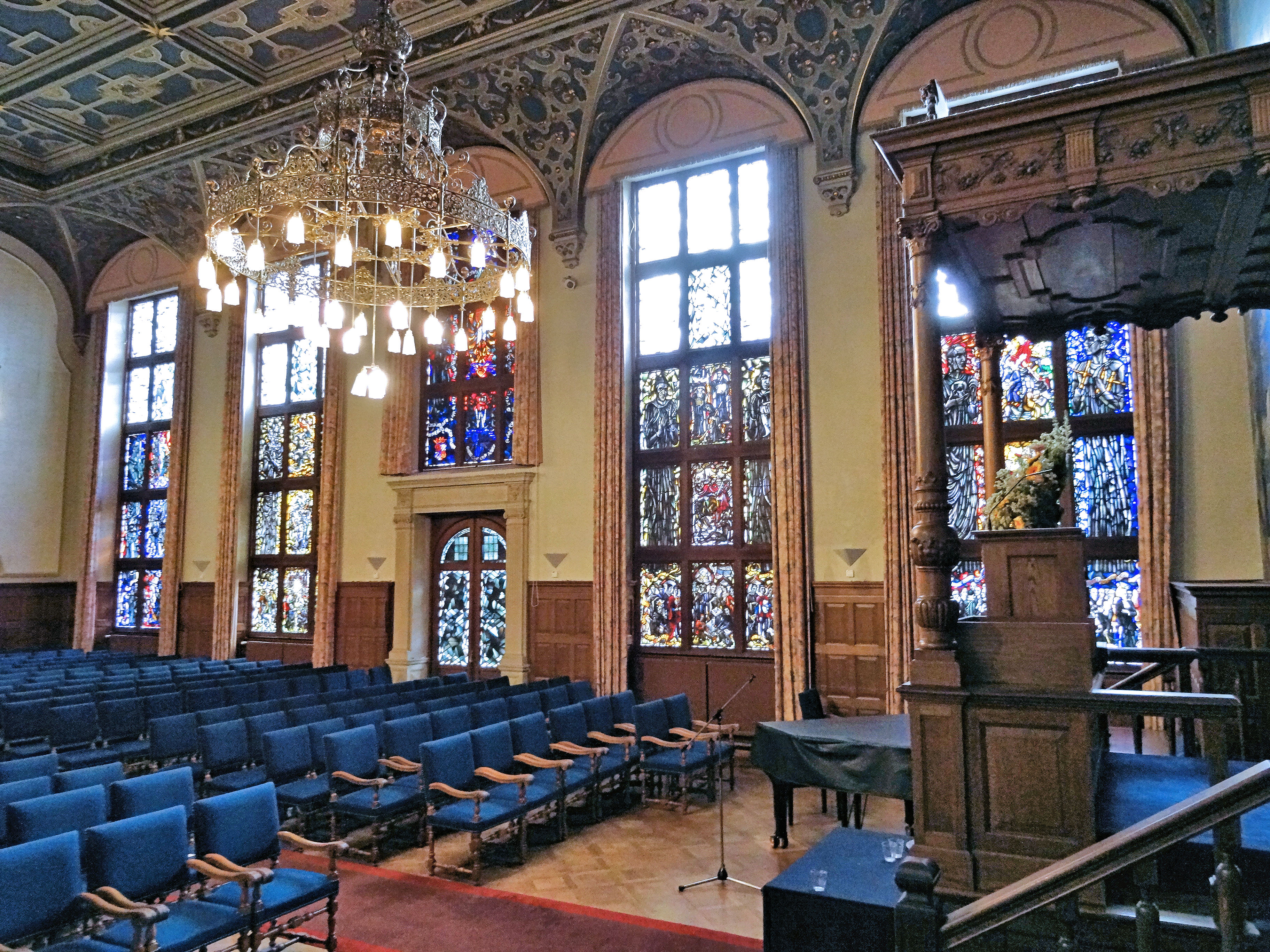
(nl) Gedenkramen in het Academiegebouw (1937-1951)
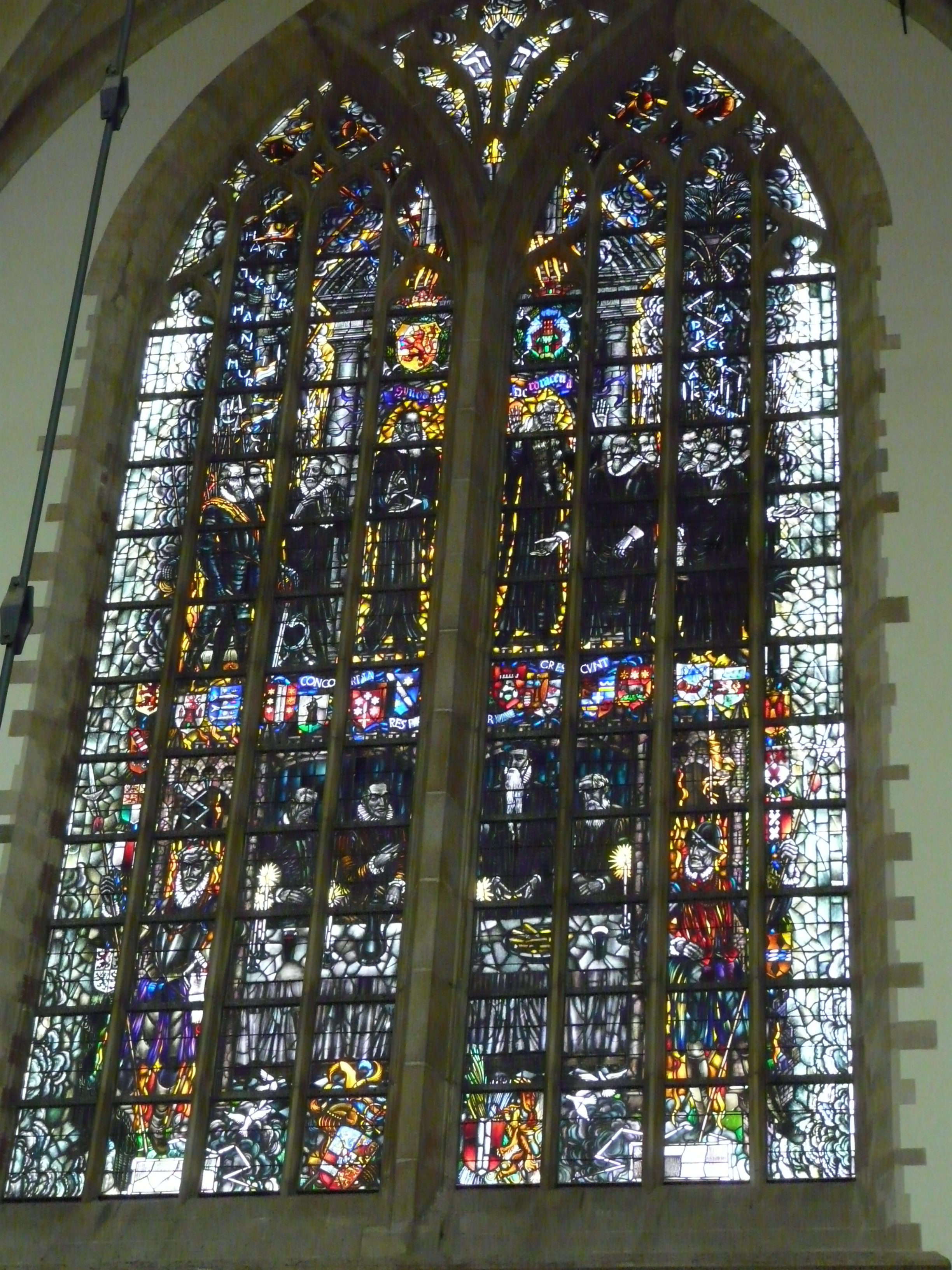
(nl) Gedenkraam voor Catharina van Santen (1954)
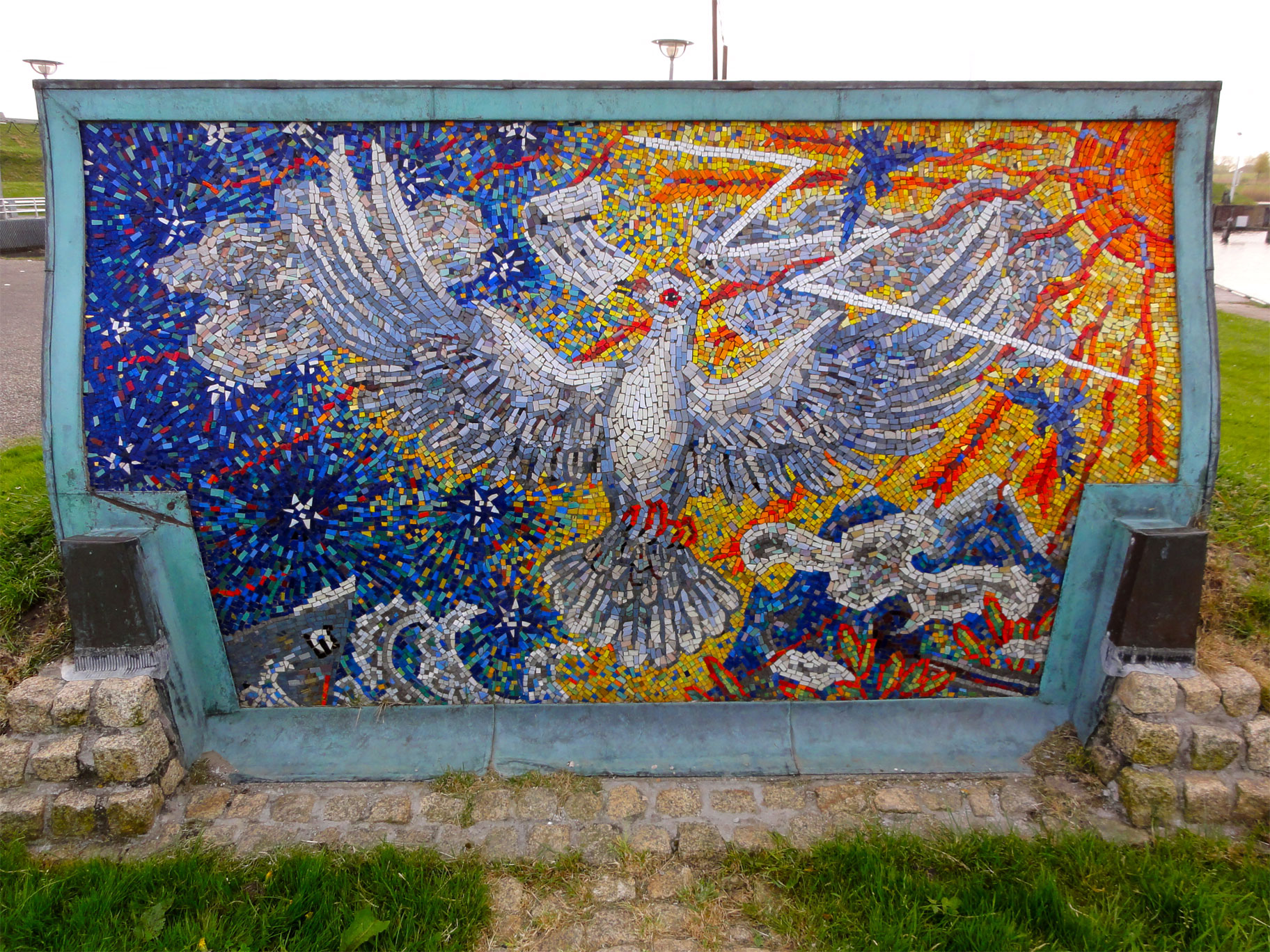
(nl) Postduif (1957)